# Kirby: Triple Deluxe
Kirby: Triple Deluxe (星のカービィ トリプルデラックス Hoshi no Kābi Toripuru Derakkusu) é o primeiro título da franquia Kirby lançado para o console portátil Nintendo 3DS. O jogo foi desenvolvido pela HAL Laboratory e publicado pela Nintendo. O jogo foi lançado no dia 11 de janeiro de 2014 no Japão, 2 de maio de 2014 na América do Norte e na Europa no dia 16 de maio de 2014, sendo assim com um tempo de exclusividade no Japão.

## Enredo
Uma noite, enquanto Kirby estava dormindo, um pé de feijão gigante chamado Dreamstalk começa a crescer em Dream Land e carrega várias estruturas, incluindo a casa de Kirby e o castelo do Rei Dedede para o céu. Quando Kirby acorda na manhã seguinte, ele descobre que está em uma nova terra chamada Floralia localizada nos céus acima de Dream Land. Kirby vai em direção ao castelo do Dedede e descobre que o culpado por trás do Dreamstalk é um misterioso ser aracnídeo de seis braços chamado Tarângela, que sequestra Dedede e o prende em um prisma feito de luz. 
Kirby passa por uma série de aventuras e quando finalmente chega até Tarângela, Kirby o vê fazendo uma lavagem cerebral no Rei Dedede,obrigando o mesmo a batalhar com Kirby com sua roupagem de Dedede Mascarado. Depois de uma luta intensa, Kirby vence Mascarado Dedede e o liberta de sua lavagem cerebral. Tarângela então revela que vem trabalhando com Rainha Sectonia, que quer usar o Dreamstalk para assumir pedaço por pedaço de Dream Land. Mas apesar de tudo, a Rainha Sectonia trai Tarângela, jogando-o da torre e logo se prepara para batalhar com Kirby.
Kirby enfrenta a Rainha Sectonia e sai vitorioso. Kirby e Dedede comemoram a vitória, no entanto, Sectonia combina-se com o Dreamstalk e se transforma em um monstro flor gigante. Ela começa a espalhar vinhas por todo o planeta Popstar, arrancando pedaços de terra para o seu reino e agindo como um escudo para impedir alguém de se aproximar o suficiente para atacá-la, mas Kirby consegue passar as vinhas e confronta outra vez a Rainha Sectonia.
Kirby derrota a Rainha Sectonia mais uma vez, mas Sectonia agarra Kirby e tenta esmagá-lo. O Rei Dedede então aparece e consegue romper as vinhas agora enfraquecidas e Tarângela, que agora se tornou um aliado, joga uma fruta milagrosa para Kirby, transformando-o em Hipernova. Kirby confronta Rainha Sectonia uma última vez, atirando seus raios de volta para ela e a vaporizando. Após a vitória, as vinhas desaparecem e Popstar volta ao normal, com todas os pedaços roubados voltando para seus lugares de direito. Kirby, Tarângela, Rei Dedede e os moradores de Floralia que Kirby havia resgatado antes de enfrentar Tarângela e Sectonia, admiram a bela flor que apareceu enquanto pétalas de flores caem do céu.

## Jogabilidade
Kirby: Triple Deluxe é um jogo de plataforma e apesar de reutilizar a engine de seu antecessor Kirby's Return to Dream Land, o jogo é exibido em uma nova perspectiva 2.5D e até alguns ataques inimigos saem do fundo da tela. Aqui Kirby ganha uma nova habilidade: a Hipernova. Este novo power-up fortalece os poderes de aspiração do Kirby, permitindo que ele inale objetos extremamente grandes, como trens, casas e árvores, além de ser usado para resolver uma série de quebra-cabeças ao longo do jogo.
Dois novos subjogos são Kirby Fighters, um jogo de luta no estilo Super Smash Bros, onde o jogador pode personalizar seu próprio Kirby e dar-lhe qualquer uma das habilidades de cópia do jogo para combater outros Kirbies em estágios com base nos níveis de jogos anteriores da série, e Dedede's Drum Dash, um jogo de ritmo estrelando Rei Dedede, que pula em tambores, evitando inimigos e coletando moedas ao som de músicas clássicas da série, Enquanto o jogo principal e Dedede's Drum Dash são apenas para um jogador, Kirby Fighters pode ser jogado com até quatro jogadores.
O jogador pode também encontrar e recolher chaveiros que retratam vários personagens da série, similar aos troféus da série Super Smash Bros..
Após completar o modo história principal, o jogador desbloqueia um novo modo extra chamado "Dededetour!", com o Rei Dedede como personagem jogável. Neste modo, o jogador jogará as mesmas fases do modo história, mas todos os chefes são substituídos por seus equivalentes "DX", que possuem diferentes esquemas de cores, são mais poderosos e tem novos ataques. No final deste modo, Dedede luta com dois novos chefes exclusivos que não são encontrados no modo história do Kirby, Meta Knight sombrio e Shadow Dedede, que são, respectivamente, clones do Meta Knight e Rei Dedede do Mirror World.

## Habilidades de Cópia
O jogo conta com 20 habilidades de cópia no total, além das habilidades clássicas, Roda, que estava ausente desde Kirby: Squeak Squad, retorna. 4 novas habilidades de cópia foram introdzidas, Escaravelho, que transforma Kirby em um rinoceronte besouro japonês para agarrar os inimigos e batê-los contra o chão ou girá-los no ar, Sinos, que dá a Kirby dois sinos gêmeos para se defender e atacar com ondas sonoras, Arqueiro, que permite que Kirby lance vários tipos de flechas e se esconda atrás de um recorte de papelão, e Circo, que da a Kirby um arsenal de habilidades de circo, como montar em uma bola para rolar sobre os inimigos, fazer malabarismos flamejantes com pinos de boliche e explodir animais de balão como uma arma. 

## Desenvolvimento
O game foi anunciado numa Nintendo Direct no dia 01 de outubro de 2013, mas não há muitas informações a respeito de seu desenvolvimento e o jogo também não recebeu trailers até antes do seu lançamento.
Versões melhoradas dos dois minijogos de destaque no jogo principal, intitulados Kirby Fighters Deluxe e Dedede's Drum Dash Deluxe, foram lançados como títulos autônomos para download na Nintendo eShop do 3DS em 23 de julho de 2014 no Japão. Estas versões possuem novas etapas e características de jogabilidade, com conteúdo adicional desbloqueado se dados do Triple Deluxe forem detectados.